# Tornado
Tornado全称Tornado Web Server，是一个用Python语言写成的Web服务器兼Web应用框架，由FriendFeed公司在自己的网站FriendFeed中使用，被Facebook收购以后框架以开源软件形式开放给大众。

## 特点
- 作为Web框架，是一个轻量级的Web框架，类似于另一个Python web框架web.py[2]。
- 作为Web服务器，其拥有异步非阻塞IO的处理方式[3]，Tornado有较为出色的抗负载能力，官方用nginx反向代理的方式部署Tornado和其它Python web应用框架进行对比，结果最大浏览量超过第二名近40%。[4]

## 性能
Tornado有着优异的性能。它试图解决C10k问题，即处理大于或等于一万的并发，下表是2009年8月它与一些其他Web框架与服务器的对比:
| 服务     | 部署            | 请求/每秒 |
| -------- | --------------- | --------- |
| Tornado  | nginx, 4进程    | 8213      |
| Tornado  | 1个单线程进程   | 3353      |
| Django   | Apache/mod_wsgi | 2223      |
| web.py   | Apache/mod_wsgi | 2066      |
| CherryPy | 独立            | 785       |